# Fidelis Gadzama
Fidelis Gadzama (* 20. Oktober 1979) ist ein ehemaliger nigerianischer Sprinter, der sich auf den 400-Meter-Lauf spezialisiert hatte.
1997 siegte er bei den Leichtathletik-Juniorenafrikameisterschaften.
Bei den Olympischen Spielen 2000 in Sydney wurde er im Vorlauf der 4-mal-400-Meter-Staffel eingesetzt und trug so zum zweiten Platz des nigerianischen Teams bei, das nach der Disqualifizierung der US-Stafette wegen der Dopingvergehen von Antonio Pettigrew zum Sieger erklärt wurde.
2002 wurde er mit der nigerianischen 4-mal-400-Meter-Stafette Fünfter bei den Hallenweltmeisterschaften in Lissabon. Bei den Commonwealth Games 2002 in Manchester erreichte er im Einzelbewerb das Viertelfinale und kam mit der nigerianischen Stafette auf den sechsten Platz.
Seine persönliche Bestzeit von 45,59 s, stellte er am 30. Juli 1999 in Lagos auf.